# توماس براون
توماس براون (بالإنجليزية: Thomas Wilson Brown)‏ (و. 1972 – م) هو ممثل، وممثل تلفزيوني، وممثل أفلام، من الولايات المتحدة الأمريكية، ولد في لاسك.

## وصلات خارجية
- توماس براون على موقع IMDb (الإنجليزية)
- توماس براون على موقع قاعدة بيانات الفيلم (الإنجليزية)